# هالوبروجين
هالوبروجين (Haloprogin) هو دواء من المضادة للفطريات دواء يستخدم لعلاج قدم الرياضي وغيره من العدوى الفطرية . يتم تسويقه في الكريمات تحت الأسماء التجارية Halotex، Mycanden،  Mycilan وPolik. يُطبق موضعياً.
يستخدم هالوبروجين باعتباره مرهم موضعي أو كريم في علاج الالتهابات الفطرية السطحية الناتجة عن ثلاثة أنواع من الفطريات تعرف باسم الجلدية (الشعرية، البويغاء والبشروية). عادة يتم تسمية هذه العدوى لجزء من الجسم المتضررة، بما في ذلك الجسدية سعفة (الجلد العام)، يستخدم لعلاج الالتهابات الفطرية الجلدية مثل قدم الرياضي، حكة جوك، والنخالية المبرقشة.

## الاستعمال الطبي
يُطبق موضعياً لعلاج سعفة القدم، سعفة الأرفاغ، سعفة الجسد، سعفة اليدين.

## آلية التأثير
يتدخل في عملية تناسخ ال DNA للفطر حيث يثبط تنفسه ويخرب غشاءه الخلوي.

## مضادات الاستعمال الطبي
فرط الحساسية للمركب أو لأحد مركباته.
- الاستخدام خلال الحمل: ينتمي هذا الدواء إلى الفئة B.

## الجرعة
الأطفال والبالغين موضعياً: طبقه مرتين/يوم على المنطقة المؤوفة لمدة 2-3 أسابيع، وقد يستطب استخدامه لمدة 4 أسابيع عند تطبيقه على المناطق المذحية.

## الحرائك الدوائية
- الامتصاص: يُمتص بشكل ضعيف عبر الجلد (حوالي 11%).
- الاستقلاب: يُستقلب متحولاً إلى تري كلوروفينول.
- الإطراح: يُطرح مع البول (75% منه غير متبدل).[3]

## الآثار الجانبية
كان الهالوبروجين له نسبة عالية من الآثار الجانبية بما فيها: التهيج، والحرق، تحوصل (بثور)، التحجيم، والحكة. ومنذ ذلك الحين تم وقفها بسبب ظهور المزيد من مضادات الفطريات حديثة مع آثار جانبية أقل.
تحدث بنسبة تقل عن 1%:
- جلدية: حكة، التهاب، الجريبات الشعرية، تشكل حويصلات، حمامي.
- موضعية: تخريش، حس حرق.

## تحذيرات
- تجنب وصوله إلى العينين، وأوقفه في حال حدوث تحسس أو تخريش.
- يحدث التحسس خلال 4 أسابيع من بدء استخدامه.
- إلى الآن لم يُحدد مدى أمانه وفعاليته للاستخدام عند الأطفال.

## المستحضرات الصيدلانية
- رهيم: 1% (15غ، 30غ).
- محلول: 1% مع الكحول 75% (10مل، 30مل).